# 로커 턴

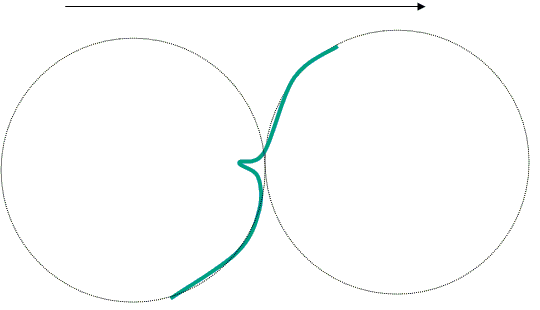
로커 턴

로커 턴은 피겨 스케이팅에서 한 발 회전의 일종이다. 로커의 입구와 출구 가장자리가 동일한 곡선을 따라 3회전 및 브래킷과 달리 입구와 출구가 반대 곡선에 있다. 로커를 실시할 때, 스케이트 선수가 입구 곡선의 가장자리를 안쪽으로 회전하지만, 반대 방향에서 곡선으로 빠져나간다. 그것을 보는 또 다른 방법은 로커가 브래킷의 출구와 함께 3회전의 항목과 비슷한 것이다.(그 반대의 조합은 카운터 턴이라고 한다.) 로커 턴에서, 스케이트 가장자리가 유지된다.
로커는 때때로 방향의 간단한 변경을 실시하는데 사용되는 동안, 그들은 더 일반적으로 스텝 시퀀스와 아이스 댄싱의 컴펄서리 댄스에서 나타난다.